# 朱瑞 (北魏)
朱瑞（482年—531年），字元龙，代郡桑干人。北魏时期官员。
朱瑞祖父朱就曾任沛县县令。父亲朱惠，任太原太守。朱瑞为人厚直，敬爱人士。尔朱荣曾任其府户曹参军、大行台郎中。
建义初年（528年），担任中书舍人。后加封阳邑县开国公，食邑一千户，除散骑常侍、安南将军。后丁忧去职，后起任青州大中正等职位，后加车骑将军。当时尔朱荣死后，朱瑞与爾朱世隆北逃，后朱瑞认为爾朱世隆无谋略，必将失败，于是撤还。后被命以瑞兼尚书左仆射，为西道大行台。因都督斛斯椿先与朱瑞有矛盾，于是屡次在爾朱世隆那里诬陷他。普泰元年（531年）七月，遂被杀，时年四十九岁。

## 延伸阅读
[在维基数据编辑]
 《魏書·卷80》，出自魏收《魏书》
 《北史·卷049》，出自李延壽《北史》